# Jose Kaimlett
Jose Kaimlett (ur. 5 maja 1941 w Palackattumala, zm. 27 czerwca 2018) − indyjski ksiądz katolicki, autor publikacji dotyczących życia duchowego, doktor prawa kanonicznego.

## Życiorys
Został wyświęcony na kapłana w 1966. Doktoryzował się prawa kanonicznego w Rzymie. Po powrocie z Rzymu w 1984 założył zgromadzenia Heroldów Dobrej Nowiny, w 1992 Siostry Dobrej Nowiny, a w 2003 Misjonarzy Miłosierdzia.
Zmarł w 2018.

## Publikacje książkowe
- Jose Kaimlett, Wisdom of the ages, Better yourself books, 1995.
- Jose Kaimlett, Insights, vol. 1: Compilation of 200 Stories on the Insights of Life, CreatiVentures, 2011.
- Jose Kaimlett, Insights, vol. 2: Compilation of 200 Stories on the Insights of Life, CreatiVentures, 2014.